# 領導力發展
領導力發展（英語：Leadership development）是幫助擴大個人在組織內擔任領導力角色能力的過程。領導角色是通過建立一致性，贏得心佔率和提高他人的能力來促進战略管理執行的角色。